# Beatrice Fossa
La Beatrice Fossa è una struttura geologica della superficie di Plutone.